# Школа № 25 (Мелітополь)
Мелітопольська спеціалізована школа № 25 - школа І-ІІ ступенів у місті Мелітополь Запорізької області. Профілем школи є іноземні мови, учні досягають особливо високих результатів з німецької та французької мов, а також з біології.

## Історія
Школа була створена в 1963 році як експериментальна школа нового типу для старшокласників. У школі навчалися лише 9 та 10 класи, і разом із атестатом про середню освіту її випускники отримували свідоцтво про певну спеціальність. 1973 року у школі з'явилися середні класи (з 4 по 8).
У 1980-ті роки школа співпрацює з Мелітопольським педагогічним інститутом. При школі створюється матеріально-технічна основа для поглибленого вивчення біології, географії, фізкультури, праці, іноземних мов.
У 1987 році у школі відкриваються класи з поглибленим вивченням біології та географії, а у 1989 році школа проходить ліцензування та набуває статусу школи з поглибленим вивченням іноземних мов. З 2001 року школа має статус спеціалізованої школи з поглибленим вивченням іноземних мов.

## Досягнення
У школі поглиблено вивчаються мови: німецька, французька, англійська, російська та українська. Особливо високих результатів школа досягає на олімпіадах з німецької та французької мов, займаючи більше половини призових місць на міських олімпіадах та понад 20 % призових місць на обласних. За допомогою благодійних фондів учні школи їздять до Німеччини. У школі проходять тижні іноземних мов. На базі школи організуються міські конкурси з англійської та німецької мов.
Крім того, з 2003 року у школі організовано поглиблене вивчення біології. Школа досягає найкращих у місті результатів на міських та обласних олімпіадах з біології, учні успішно виступають на обласних та Всеукраїнських конкурсах-захистах наукових робіт.

## Традиції
У березні учениці різних класів змагаються у конкурсі з аеробіки «Грація».
На Великдень у школі проводиться великодній тиждень. Школярі виготовляють вироби на великодню тему, на уроках мов робиться акцент на традиції святкування Великодня в різних країнах.
До Дня слов'янської писемності та культури у школі проводяться поетичні вечори, на яких учні спілкуються з мелітопольськими поетами та представляють свої власні вірші.

## Відомі вчителі
- Голофаст Микола Мефодійович (нар. 1925) - директор школи № 25 у 1963-1985 роках, почесний громадянин Мелітополя (1998)[11]
- Яковлєва Євгенія Віталіївна - вчитель біології школи № 25 (з 1973 року), Соросівський вчитель (1998), заслужений вчитель України (2000), автор методичних посібників та робочих зошитів з біології[12]
- Павленко Світлана Павлівна - вчитель географії, відмінник освіти України (2007)[13]